# Prix Gongcho
Le prix Gongcho (공초문학상) est un prix littéraire de poésie sud-coréen créé en 1993 par le journal Seoul Shinmun.
Le prix consacre chaque année un poète coréen qui se voit remettre la somme de 500 millions de wons.

## Liste des lauréats
| Année | Lauréat          | Œuvre                          | Traduction                                   |
| ----- | ---------------- | ------------------------------ | -------------------------------------------- |
| 1993  | Lee Hyeonggi     |                                |                                              |
| 1994  | Park Nam-su      | 꿈의 물감                      |                                              |
| 1995  | Hong Yun-suk     | 낙법                           |                                              |
| 1996  | Kim Yeo-jeong    | 호박덩이                       |                                              |
| 1997  | Bak Je-cheon     | 달항아리                       |                                              |
| 1998  | Shin Kyeong-nim  | 어머니와 할머니의 실루엣       | La Silhouette de ma mère et de ma grand-mère |
| 1999  | Oh Sae-young     | 집만이 집이 아니고             |                                              |
| 2000  | Hi Tan           | 나무토막                       |                                              |
| 2001  | Chyung Jinkyu    | 순금(純金)                     |                                              |
| 2002  | Kim Jong-hae     | 풀, 풀2                        | Piscine, Piscine 2                           |
| 2003  | Kim Ji-ha        | 절, 그 언저리                  |                                              |
| 2004  | Chong Hyon-jong  | 경청                           | Écouter                                      |
| 2005  | Cheon Yang-hui   | 마음의 달                      |                                              |
| 2006  | Sung Chan-gyeong | 마음과 얼굴                    |                                              |
| 2007  | Yi Suik          | 오체투지                       |                                              |
| 2008  | Cho Oh-hyun      | 아지랑이                       |                                              |
| 2009  | Shin Dal-ja      | 헛 눈물                        |                                              |
| 2010  | Lee Sungboo      | 백비(白碑)                     |                                              |
| 2011  | Chung Ho-sung    | 나는 아직 낙산사에 가지 못한다 |                                              |
| 2012  | Do Jong-hwan     | 나무에 기대어                  | Adossé à un arbre                            |
| 2013  | Yoo An-jin       | 불타는 말의 기하학             |                                              |
| 2014  | Ko Un            | 무제 시편 11                   |                                              |
| 2015  | Kim Yun-hee      | 오아시스의 거간꾼              |                                              |
| 2016  | Na Tae-joo       | 돌멩이                         |                                              |
| 2017  | Kim Hu-ran       | 지는 꽃                        |                                              |
| 2018  | Kim Cho-hye      | 멀고 먼 길                     |                                              |
| 2019  | Yoo Ja-hyo       | 거리                           |                                              |